# چوکتاکارپو
چوکتاکارپو (به اسپانیایی: Choquetacarpo) یک کوه در پرو است که در منطقه کوسکو واقع شده‌است. چوکتاکارپو ۵٬۵۲۰ متر بالاتر از سطح دریا واقع شده‌است.